# Ірвінгтон (Вірджинія)
Ірвінгтон (англ. Irvington) — місто (англ. town) в США, в окрузі Ланкастер штату Вірджинія. Населення — 474 особи (2020).

## Географія
Ірвінгтон розташований за координатами 37°39′45″ пн. ш. 76°25′12″ зх. д. / 37.66250° пн. ш. 76.42000° зх. д. (37.662372, -76.419998).  За даними Бюро перепису населення США в 2010 році місто мало площу 4,73 км², з яких 3,90 км² — суходіл та 0,83 км² — водойми.

## Демографія
Згідно з переписом 2010 року, у місті мешкали 432 особи в 215 домогосподарствах у складі 142 родин. Густота населення становила 91 особа/км².  Було 374 помешкання (79/км²).
Расовий склад населення:
| - 97,7 % — білих - 0,7 % — чорних або афроамериканців - 0,5 % — азіатів - 0,2 % — корінних американців |

До двох чи більше рас належало 0,5 %. Частка іспаномовних становила 1,9 % від усіх жителів.
За віковим діапазоном населення розподілялося таким чином: 11,3 % — особи молодші 18 років, 53,5 % — особи у віці 18—64 років, 35,2 % — особи у віці 65 років та старші. Медіана віку мешканця становила 59,5 року. На 100 осіб жіночої статі у місті припадало 101,9 чоловіків;  на 100 жінок у віці від 18 років та старших — 92,5 чоловіків також старших 18 років.
Середній дохід на одне домашнє господарство  становив 79 963 долари США (медіана — 60 417), а середній дохід на одну сім'ю — 93 189 доларів (медіана — 70 179). Медіана доходів становила 49 583 долари для чоловіків та 38 816 доларів для жінок. За межею бідності перебувало 4,9 % осіб, у тому числі 0,0 % дітей у віці до 18 років та 6,4 % осіб у віці 65 років та старших.
Цивільне працевлаштоване населення становило 234 особи. Основні галузі зайнятості: науковці, спеціалісти, менеджери — 23,1 %, освіта, охорона здоров'я та соціальна допомога — 23,1 %, фінанси, страхування та нерухомість — 18,4 %.